# Distrikt San Miguel de Corpanqui
Der Distrikt San Miguel de Corpanqui liegt in der Provinz Bolognesi in der Region Ancash in West-Peru. Der Distrikt wurde am 15. Oktober 1954 gegründet. Er besitzt eine Fläche von 42,7 km². Beim Zensus 2017 wurden 519 Einwohner gezählt. Im Jahr 1993 lag die Einwohnerzahl bei 305, im Jahr 2007 bei 777. Die Distriktverwaltung befindet sich in der 3379 m hoch gelegenen Ortschaft San Miguel de Corpanqui (oder kurz: Corpanqui) mit 433 Einwohnern (Stand 2017). San Miguel de Corpanqui befindet sich 15,5 km südsüdwestlich der Provinzhauptstadt Chiquián.

## Geographische Lage
Der Distrikt San Miguel de Corpanqui liegt in der peruanischen Westkordillere im Süden der Provinz Bolognesi. Der Distrikt liegt westlich des nach Süden fließenden Río Pativilca und wird im Norden und im Süden von den Flusstälern der Quebrada Checchec und der Quebrada Quen Quen begrenzt.
Der Distrikt San Miguel de Corpanqui grenzt im Süden an den Distrikt Canis, im Westen an den Distrikt Cajamarquilla (Provinz Ocros), im Norden an den Distrikt Ticllos sowie im Osten an den Abelardo Pardo Lezameta.